# Peder Lunde (ur. 1942)
Peder Lunde (ur. 9 lutego 1942 w Oslo) – norweski żeglarz sportowy. Dwukrotny medalista olimpijski.
Brał udział w czterech igrzyskach na przestrzeni szesnastu lat (IO 60, IO 68, IO 72, IO 76), na dwóch zdobywał medale. W 1960 zwyciężył w klasie Latający Holender, partnerował mu Bjørn Bergvall. Osiem lat później był drugi w klasie Star, załogę tworzył również Per-Olav Wiken.
Medalistami olimpijskimi byli jego rodzice Vibeke i Peder oraz dziadek Eugen Lunde. Olimpijką była jego żona Aud Hvammen oraz córka Jeanette Lunde, która brała udział zarówno w igrzyskach zimowych (1994), jak i letnich (2000).